# Lijst van rijksmonumenten in Diergaarde Blijdorp
De dierentuin Diergaarde Blijdorp in Rotterdam telt 21 inschrijvingen in het rijksmonumentenregister. Hieronder een overzicht.
| Object                               | Oorspronkelijke functie?  | Bouwjaar  | Architect        | Locatie                | Coördinaten?                  | Nr.?   | Afbeelding        |
| ------------------------------------ | ------------------------- | --------- | ---------------- | ---------------------- | ----------------------------- | ------ | ----------------- |
| Rivièrahal                           | Welzijn, kunst en cultuur | 1939-1941 | S. van Ravesteyn | Van Aerssenlaan bij 47 | 51° 55' 41" NB, 4° 26' 37" OL | 527986 | Meer afbeeldingen |
| Tuinaanleg                           | Dierenverblijf            | 1939-1941 | S. van Ravesteyn | Van Aerssenlaan bij 47 | 51° 55' 36" NB, 4° 27' 8" OL  | 530739 | Meer afbeeldingen |
| Berentheater                         | Dierenverblijf            | 1939-1941 | S. van Ravesteyn | Van Aerssenlaan bij 47 | 51° 55' 41" NB, 4° 26' 37" OL | 530740 | Meer afbeeldingen |
| Roofdierenverblijf                   | Dierenverblijf            | 1939-1941 | S. van Ravesteyn | Van Aerssenlaan bij 47 | 51° 55' 41" NB, 4° 26' 37" OL | 530741 | Meer afbeeldingen |
| Vijver met dierenverblijven          | Dierenverblijf            | 1939-1941 | S. van Ravesteyn | Van Aerssenlaan bij 47 | 51° 55' 41" NB, 4° 26' 37" OL | 530742 | Meer afbeeldingen |
| Giraffenhuis en theeschenkerij       | Dierenverblijf            | 1939-1941 | S. van Ravesteyn | Van Aerssenlaan bij 47 | 51° 55' 41" NB, 4° 26' 37" OL | 530743 | Meer afbeeldingen |
| Bergdierenrots                       | Dierenverblijf            | 1939-1941 | S. van Ravesteyn | Van Aerssenlaan bij 47 | 51° 55' 41" NB, 4° 26' 37" OL | 530744 | Meer afbeeldingen |
| Toegangshek                          | Erfscheiding              | 1939-1941 | S. van Ravesteyn | Van Aerssenlaan bij 47 | 51° 55' 41" NB, 4° 26' 37" OL | 530745 | Meer afbeeldingen |
| Administratiegebouw met dienstwoning | Handel en kantoor         | 1939-1941 | S. van Ravesteyn | Van Aerssenlaan 51     | 51° 55' 31" NB, 4° 27' 15" OL | 530746 | Meer afbeeldingen |
| Voormalige speelgebouw               | Sport en recreatie        | 1939-1941 | S. van Ravesteyn | Van Aerssenlaan bij 47 | 51° 55' 41" NB, 4° 26' 37" OL | 530747 | Meer afbeeldingen |
| De winkel van Sinkel                 | Winkel                    | 1939-1941 | S. van Ravesteyn | Van Aerssenlaan bij 47 | 51° 55' 41" NB, 4° 26' 37" OL | 530748 | Meer afbeeldingen |
| Dienstgebouw                         | Opslag                    | 1939-1941 | S. van Ravesteyn | Van Aerssenlaan bij 47 | 51° 55' 41" NB, 4° 26' 37" OL | 530749 | Meer afbeeldingen |
| Houten dierenverblijf                | Dierenverblijf            | 1939-1941 | S. van Ravesteyn | Van Aerssenlaan bij 47 | 51° 55' 41" NB, 4° 26' 37" OL | 530751 | Meer afbeeldingen |
| Houten dierenverblijf                | Dierenverblijf            | 1939-1941 | S. van Ravesteyn | Van Aerssenlaan bij 47 | 51° 55' 41" NB, 4° 26' 37" OL | 530752 | Meer afbeeldingen |
| Houten dierenverblijf                | Dierenverblijf            | 1939-1941 | S. van Ravesteyn | Van Aerssenlaan bij 47 | 51° 55' 41" NB, 4° 26' 37" OL | 530753 | Meer afbeeldingen |
| Houten dierenverblijf                | Dierenverblijf            | 1939-1941 | S. van Ravesteyn | Van Aerssenlaan bij 47 | 51° 55' 41" NB, 4° 26' 37" OL | 530754 | Meer afbeeldingen |
| Houten dierenverblijf                | Dierenverblijf            | 1939-1941 | S. van Ravesteyn | Van Aerssenlaan bij 47 | 51° 55' 41" NB, 4° 26' 37" OL | 530755 | Meer afbeeldingen |
| Houten dierenverblijf                | Dierenverblijf            | 1939-1941 | S. van Ravesteyn | Van Aerssenlaan bij 47 | 51° 55' 41" NB, 4° 26' 37" OL | 530756 | Meer afbeeldingen |
| Houten dierenverblijf                | Dierenverblijf            | 1939-1941 | S. van Ravesteyn | Van Aerssenlaan bij 47 | 51° 55' 41" NB, 4° 26' 37" OL | 530757 | Meer afbeeldingen |
| Houten dierenverblijf                | Dierenverblijf            | 1939-1941 | S. van Ravesteyn | Van Aerssenlaan bij 47 | 51° 55' 41" NB, 4° 26' 37" OL | 530758 | Meer afbeeldingen |
| Houten dierenverblijf                | Dierenverblijf            | 1939-1941 | S. van Ravesteyn | Van Aerssenlaan bij 47 | 51° 55' 41" NB, 4° 26' 37" OL | 530759 | Meer afbeeldingen |

## Beschermde gezichten
- Rijksbeschermd gezicht Blijdorp / Bergpolder